# 爾朱度律
爾朱 度律（じしゅ どりつ、? - 532年）は、北魏の軍人。本貫は秀容郡。爾朱栄の従弟にあたる。

## 経歴
人柄は朴訥で寡黙であった。統軍となり、爾朱栄の征戦に従った。528年、安西将軍・光禄大夫に任ぜられ、楽郷県開国伯に封ぜられた。間もなく安北将軍・朔州刺史に転じた。後に散騎常侍・右衛将軍の位を加えられた。衛将軍・左光禄大夫となり、京畿大都督を兼ねた。530年、爾朱栄が殺害されると、爾朱世隆とともに晋陽に赴いた。長広王元曄を擁立すると、太尉公・四面大都督となり、常山王に封ぜられた。爾朱兆とともに洛陽に入り、爾朱兆が晋陽に帰還すると、度律は洛陽の留守を守った。
531年、高歓が起兵して爾朱氏に叛くと、度律は使持節・侍中・大将軍・太尉となり、尚書令・東北道大行台を兼ねて、爾朱仲遠とともに高歓と戦った。高歓が爾朱氏の離間を謀り、度律は爾朱兆と猜疑しあうようになって、敗れた。度律の母の山氏は度律が敗れたと聞いて病に倒れ、「わたしはおまえが殺されるところを見たくない」と言って死去した。532年、大行台の位を解かれ、韓陵で戦ったが、敗れて帰った。斛斯椿が河梁に駐屯したので、度律はこれを攻めようとしたが、大雨に遭って、士馬は疲労しきって、戦うこともままならず、㶟波津に撤退したところを捕らえられた。斛斯椿は度律の身柄を高歓に引き渡し、高歓は洛陽に送らせ、都の市で斬らせた。

## 伝記資料
- 『魏書』巻75 列伝第63
- 『北史』巻48 列伝第36